# Mughajir Chan Tuman
Mughajir Chan Tuman (arab. مغاير خان طومان) – wieś w Syrii, w muhafazie Aleppo. W 2004 roku liczyła 785 mieszkańców.